# مونتا مينو
مونتا مينو (22 أغسطس 1944 - 1 مارس 2025)، هو مذيع تلفزيوني ياباني. دخل موسوعة غينيس للأرقام القياسية باعتباره مقدم البرامج التلفزيونية الذي لديه أكبر عدد من ساعات الظهور التلفزيوني المباشر في الأسبوع (22 ساعة و15 ثانية)، اعتبارًا من أبريل 2008. 

## روابط خارجية
مونتا مينو على موقع IMDb (الإنجليزية)
- مونتا مينو على موقع ميوزك برينز (الإنجليزية)